# Diachlorus bimaculatus
Diachlorus bimaculatus är en tvåvingeart som först beskrevs av Christian Rudolph Wilhelm Wiedemann 1828.  Diachlorus bimaculatus ingår i släktet Diachlorus och familjen bromsar. Inga underarter finns listade i Catalogue of Life.